# ビコル国際空港
ビコル国際空港（ビコルこくさいくうこう、英語: Bicol International Airport (IATA: DRP, ICAO: RPLK)）、別名サザン・ルソン国際空港 (Southern Luzon International Airport) は、フィリピンのアルバイ州の州都でビコル地方の中心都市であるレガスピ一帯にサービスを提供している空港。
フィリピンで「最も風光明媚なゲートウェイ (Most Scenic Gateway)」と称されるこの空港は、レガスピに隣接した自治体であるダラガに所在している。47億フィリピン・ペソが投じられたプロジェクトで、火山であるマヨン山から15km離れた高原上の200ヘクタールの敷地に建設された。この空港は、従来のレガスピ空港に代わるものであり、両者は2-3kmしか離れていない。
1996年に最初に計画され、2008年から建設が始まったこの空港は、何度も建設が遅れ、実際に航空機が就航したのは2021年10月7日のことであった。この空港は、年間220万人の旅客を処理できると見込まれている。

## 歴史

### 計画
レガスピに国際空港を設ける計画は、1996年に始まった。1997年、日本の国際協力機構 (JICA) が主導した研究が、フィリピンにおける4つの空港、すなわちレガスピ空港、バコロド・シティ国内空港、イロイロのマンデュリャオ空港、タクロバンのダニエル・Z・ロマオルデス空港の拡張の必要を指摘した。
2006年3月4日と5日、空港建設予定地のダラガで、関係する諸バランガイ (Alobo, Inarado, Kinawitan, Burgos, Martos territory, Velasco Hacienda, Mabini) の指導者たちとの、空港の建設を前提とした農地の工業用地への転用に関する話し合いが持たれた。空港は少なくとも200haの面積を占め、多数の家族が空港建設によって追い立てられる見込みとなっていた。この空港は、ビコル地方初の国際空港となる運びであり、ダラガの市長 Gerry Rodrigueza Jaucian によれば、当地の経済成長を約束しビコラノ人の夢を実現するものとされ、『マニラ・タイムズ (The Manila Times)』は、市長の言葉として「我々は、国際空港をもつというビコラノ人の夢を実現させた大統領に感謝しています。この空港は、我々が目指す、この国の中でも成長が著しい地域のひとつになるという目標の実現なのです。」と報じた。

### 建設と遅延
2007年7月、運輸通信省（後の運輸省）は計画された新空港に関する書類処理を急ぐよう命令を発した。当時の大統領グロリア・マカパガル＝アロヨは、事前の技術的調査に8500万ペソを投じると発表した。観光大臣エース・デュラノは、土地の収容のために2億5千万ペソを投じると公表した。
当初の計画では、この空港は2014年には完成することになっていた。しかし、建設の遅れが生じ、プロジェクトの完成は、2016年のいずれかの時点まで完成しないことが見込まれた。2015年6月の報道では、建設の進捗率は  47%で、完成は2017年7月と見込まれたが、2016年7月の報道では、建設はさらに遅れて2018年8月に完成するものとされた。
2012年9月、予算行政管理省は、運輸通信省によるこの空港の建設計画の官民パートナーシップ (PPP) に46億ペソを拠出すると公表した。
しかし、2012年のうちには、滑走路も誘導路も、エプロンもフェンスも、大部分が未完成のままであり、国庫からの出資は取り消された。
ロドリゴ・ドゥテルテ大統領の政権下になると、「Build! Build! Build!」のインフラストラクチャー・プログラムによって、空港の建設は加速された。空港の鍬入れの式典は2016年12月8日におこなわれ、地上施設の建設が同年中に始まった。
2017年9月28日の夜、新人民軍のメンバーと思しき一団が、空港の建設に用いられていた重機11台に放火した。
合わせて10年以上も建設が遅れたビコル国際空港は、2018年8月時点で 50% の進捗であることが確認され、滑走路、駐機エプロン、空港周囲のフェンスが完成した。2020年1月には、進捗率は 62%となり、空港の完成は2020年7月とされた。しかし、2020年7月の完成は、さらに延期された。

### 開港と初就航

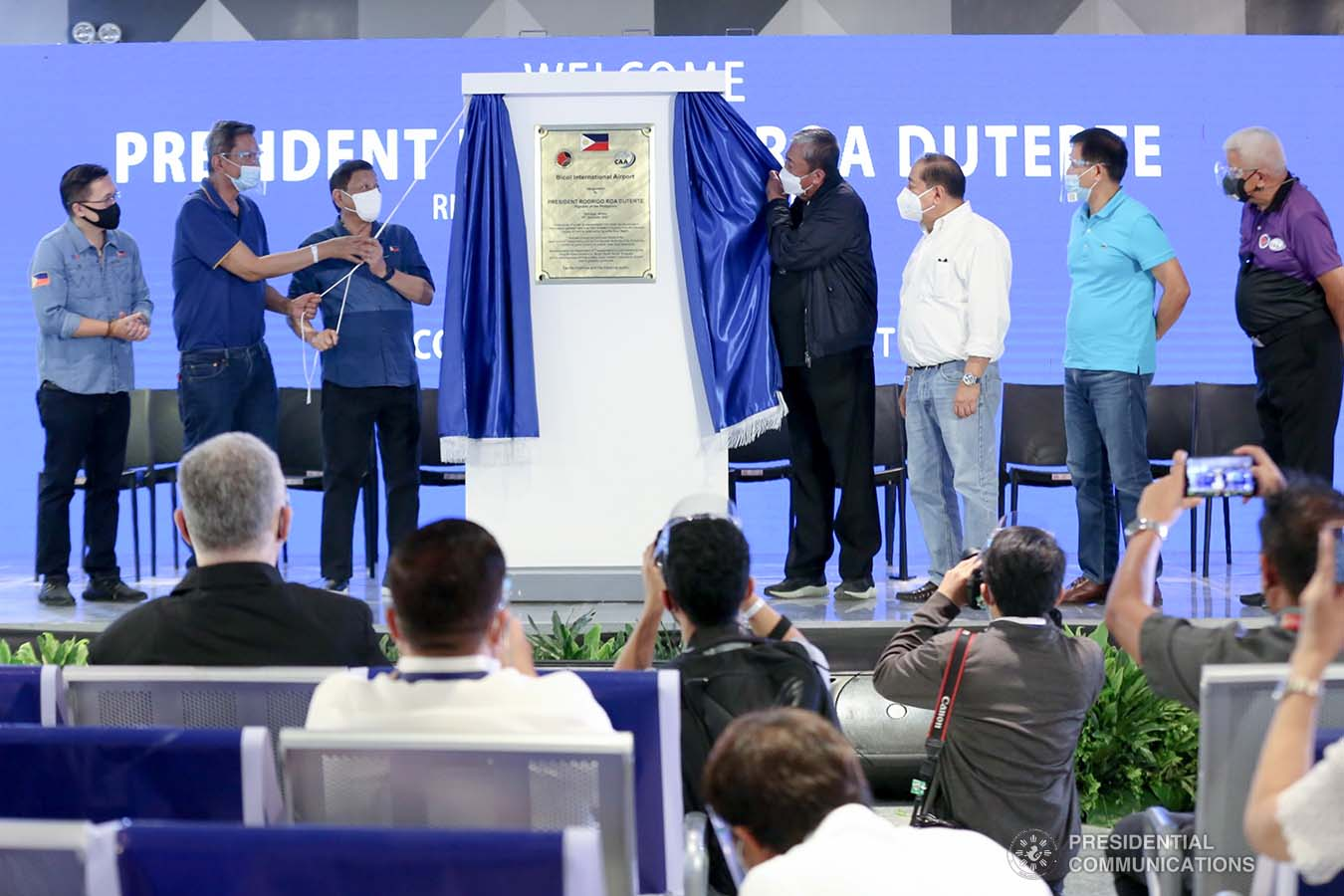
2021年10月7日、ビコル国際空港を開港する大統領ロドリゴ・ドゥテルテ。

空港は、2021年10月7日に、大統領ロドリゴ・ドゥテルテによって開港され、翌8日に運用が開始された。空港には、当初は国内線が就航し、国際線は11月7日以降に就航するものとされた。しかし、2022年12月現在に至るまで、国際線の運航はなされていない。
最初に空港に着陸した商用機は、フィリピン航空の2923便で、マニラのニノイ・アキノ国際空港からPAL エクスプレスが運航するDash 8 Q400が、フィリピン標準時午前 9時57分に到着した。セブパシフィック航空も、同日のうちに就航した。当初は、ターボプロップ機が運用されていたが、2022年5月1日からエアバスA320が就航した。最初のエアバスA320の到着は、セブパシフィック航空321便で、フィリピン標準時午前 4時39分であったが、同日の遅い時間には、PALもA320を2919便として到着させた。

## 構造

### 旅客ターミナル
広さ13,680平方メートル (147,300 sq ft) の旅客ターミナルは、2階建で、年間200万人の旅客を処理できる。セルフサービス式のチェックイン・キオスクのほか19のチェックイン・カウンター、ラウンジが空港ロビーにあり、ボーディング・ブリッジは2台ある。
旅客ターミナルの建設を手がけた、EM Cuerpo 社は、滑走路回りの関連施設も担当した。

### 滑走路
この空港の滑走路は1本で、長さは2500m、幅は45mで、方向は 05/23 である 。滑走路は、廃港となったかつてのレガスピ空港よりも、長くて幅広く、より大型の機材が着陸できるようになった。さらに、この空港は、夜間の運用が可能である。

## 就航航空会社と就航地
| 航空会社             | 就航地                             |
| -------------------- | ---------------------------------- |
| セブゴー             | セブ、マニラ                       |
| セブパシフィック航空 | マニラ                             |
| PAL エクスプレス     | セブ（2023年12月15日就航）、マニラ |

## 統計
フィリピン民間航空局 (CAAP) のデータによる。
| 年   | 旅客数  | 旅客数   | 発着回数 | 発着回数 | 貨物取扱量 (kg) | 貨物取扱量 (kg) |
| 年   | 国内線  | % 増減   | 国内線   | % 増減   | 国内線          | % 増減          |
| ---- | ------- | -------- | -------- | -------- | --------------- | --------------- |
| 2021 | 65,139  | 増減なし | 2,049    | 増減なし | 144,253         | 増減なし        |
| 2022 | 526,742 | 708.64   | 5,790    | 182.58   | 458,698         | 217.98          |

## 事件、事故
- 2018年1月10日、フィリピン中央銀行の職員6人を乗せていたガルフストリームG200（英語版）が、緊急着陸を試みた際に滑走路から外れた。乗客6名は全員無事だった。このジェット機は旧来のレガスピ空港に着陸する予定であったが、強風のためパイロットは未完成だった新空港に緊急着陸を余儀なくされた[30]。
- 2023年2月18日、空港から離陸してマニラに向かっていたセスナ340（英語版）が、マヨン山の火口付近に墜落した。乗っていた4名は全員が死亡した[31]。
- 2023年10月2日、引き千切られたノートのページに「BOMB?（爆弾??）」と記されたものを、セブパシフィック航空の乗務員が飛行機内のトイレで発見し、遅延が生じた。空港当局は、一時的に滑走路を封鎖し、3人の幼児を含む133名の乗客全員を飛行機から降ろして保安検査をおこなった。この事件では、けが人は誰も出なかった[32]。